# Chwastnica
Chwastnica (Echinochloa P.Beauv.) – rodzaj roślin należący do rodziny wiechlinowatych. Do rodzaju należą 33 gatunki. Występują one głównie w strefie międzyzwrotnikowej, w większości na siedliskach wilgotnych lub w wodach. Kilka gatunków jest szeroko rozpowszechnionymi chwastami, dwa są rzadko uprawiane jako rośliny zbożowe.
Do flory Polski należy jako zadomowiony i rozpowszechniony antropofit jeden gatunek – chwastnica jednostronna E. crus-galli. Nad Wisłą występuje także już zadomowiona chwastnica brodawkowana E. muricata. Kilka innych gatunków podanych zostało z Polski, ale albo informacje te podawane są w wątpliwość, albo gatunki te są synonimizowane z ww. Wymieniana w randze odrębnego gatunku chwastnica jadalna (E. esculenta) klasyfikowana jest współcześnie raczej jako podgatunek chwastnicy jednostronnej E. crus-galli subsp. utilis.

## Systematyka
Pozycja systematyczna według APweb (aktualizowany system APG IV z 2016)
Rodzaj należący do rodziny wiechlinowatych (Poaceae), rzędu wiechlinowców (Poales). W obrębie rodziny należy do podrodziny Panicoideae, plemienia Paniceae.
Pozycja w systemie Reveala (1994–1999)
Gromada okrytonasienne (Magnoliophyta Cronquist), podgromada Magnoliophytina Frohne & U. Jensen ex Reveal, klasa jednoliścienne (Liliopsida Brongn.), podklasa komelinowe (Commelinidae Takht.), nadrząd Juncanae Takht., rząd wiechlinowce (Poales Small), rodzina wiechlinowate (Poaceae (R. Br.) Barnh.), rodzaj chwastnica (Echinochloa P.Beauv.).
Wykaz gatunków
- Echinochloa brevipedicellata (Peter) Clayton
- Echinochloa callopus (Pilg.) Clayton
- Echinochloa chacoensis Michael ex Renvoize
- Echinochloa colonum (L.) Link – chwastnica pagórkowata
- Echinochloa crus-galli (L.) P.Beauv. – chwastnica jednostronna
- Echinochloa crus-pavonis (Kunth) Schult.
- Echinochloa elliptica P.W.Michael & Vickery
- Echinochloa frumentacea Link – chwastnica zbożowa
- Echinochloa haploclada (Stapf) Stapf
- Echinochloa helodes (Hack.) Parodi
- Echinochloa holciformis (Kunth) Chase
- Echinochloa inundata Michael & Vickery
- Echinochloa jaliscana McVaugh
- Echinochloa jubata Stapf
- Echinochloa kimberleyensis P.W.Michael & Vickery
- Echinochloa lacunaria (F.Muell.) Michael & Vickery
- Echinochloa macrandra P.W.Michael & Vickery
- Echinochloa muricata (P.Beauv.) Fernald – chwastnica brodawkowana
- Echinochloa obtusiflora Stapf
- Echinochloa oplismenoides (E.Fourn.) Hitchc.
- Echinochloa oryzoides (Ard.) Fritsch
- Echinochloa paludigena Wiegand
- Echinochloa picta (J.Koenig) P.W.Michael
- Echinochloa pithopus Clayton
- Echinochloa polystachya (Kunth) Hitchc.
- Echinochloa praestans P.W.Michael
- Echinochloa pyramidalis (Lam.) Hitchc. & Chase
- Echinochloa rotundiflora Clayton
- Echinochloa stagnina (Retz.) P.Beauv.
- Echinochloa telmatophila Michael & Vickery
- Echinochloa turneriana (Domin) J.M.Black
- Echinochloa ugandensis Snowden & C.E.Hubb.
- Echinochloa walteri (Pursh) A.Heller